# Allorhadinorhynchinae
Sous-famille
Les Allorhadinorhynchinae forment une sous-famille d'acanthocéphales.
Selon ITIS (26 avr. 2010), cette sous-famille comprend deux genres composés des espèces suivantes :
- Allorhadinorhynchus Yamaguti, 1959
  - Allorhadinorhynchus segmentatus Yamaguti, 1959
- Golvanorhynchus Noronha, Fabio, Pinto, 1978
  - Golvanorhynchus golvani Noronha, Fabio, Pinto, 1978